# Anita Moser
Anita Moser (* 1969 in Bern) ist eine Schweizer Schuh- und Modedesignerin.

## Leben und Werk
Anita Moser liess sich von 1985 bis 1990 zur Balletttänzerin an der Königlichen Ballettschule Antwerpen ausbilden. Anschliessend absolvierte sie bei S. F. Bally in Schönenwerd eine Lehre zur Technischen Schuhmodelleurin. 
1996/1997 besuchte Moser den Vorkurs an der Kunstgewerbeschule Zürich. Danach studierte sie bis 2001 Modedesign an der Hochschule für Gestaltung und Kunst in Basel. Zudem arbeitete sie als Kostümassistentin von 1999 bis 2002 am Theater Neumarkt, am Theater Basel sowie an der Nationaloper in Lyon. Nach ihrem Studienabschluss arbeitete sie als Modelleurin und Designerin bei der Herrenschuhfarbrik Elgg AG in Elgg. 
Seit 2002 arbeitet Anita Moser als selbstständige Schuh- und Modedesignerin. Für die skulpturalen Holzabsatzschuhe für die Prêt-à-porter-Kollektion des Modedesigners Tran Hin Phu (* 1979) wurde sie 2003 zum ersten Mal mit einem Designpreis des Bundesamtes für Kultur (BAK) ausgezeichnet. 2004 und 2008 folgten weitere Designpreise des BAK.
Anita Moser entwarf 2006 die Frauenschuhkollektion «Rohrschach» und 2012 den Schneeschuh «Celebrity» für die Schweizer Kandahar Schuhmanufaktur in Gwatt. Ihre Schuhe werden in Trend-Boutiquen zwischen Basel, Zürich, Hamburg und Hongkong verkauft.
Anita Moser arbeitete auch als Beraterin und Vermittlerin im Bereich Accessoires und Schuhe. Zudem ist sie in der Jury für Pro Helvetia engagiert.

## Gründungen
- 2003: Label Anita Moser für Damen- und Herrenschuhe
- 2016: Labels etmoietmoi für Leder-Accessoires in Basel
- 2019: Shop Blanche mit Ledermanufaktur in Basel
- 2021: BLANCE Studioshop (Studio des Accessoire-Labels etmoietmoi)